# Frédéric Joliot-Curie
Jean Frédéric Joliot-Curie (geboren Joliot) (Parijs, 19 maart 1900 – aldaar, 14 augustus 1958) was een Frans natuurkundige en Nobelprijswinnaar.

## Biografie

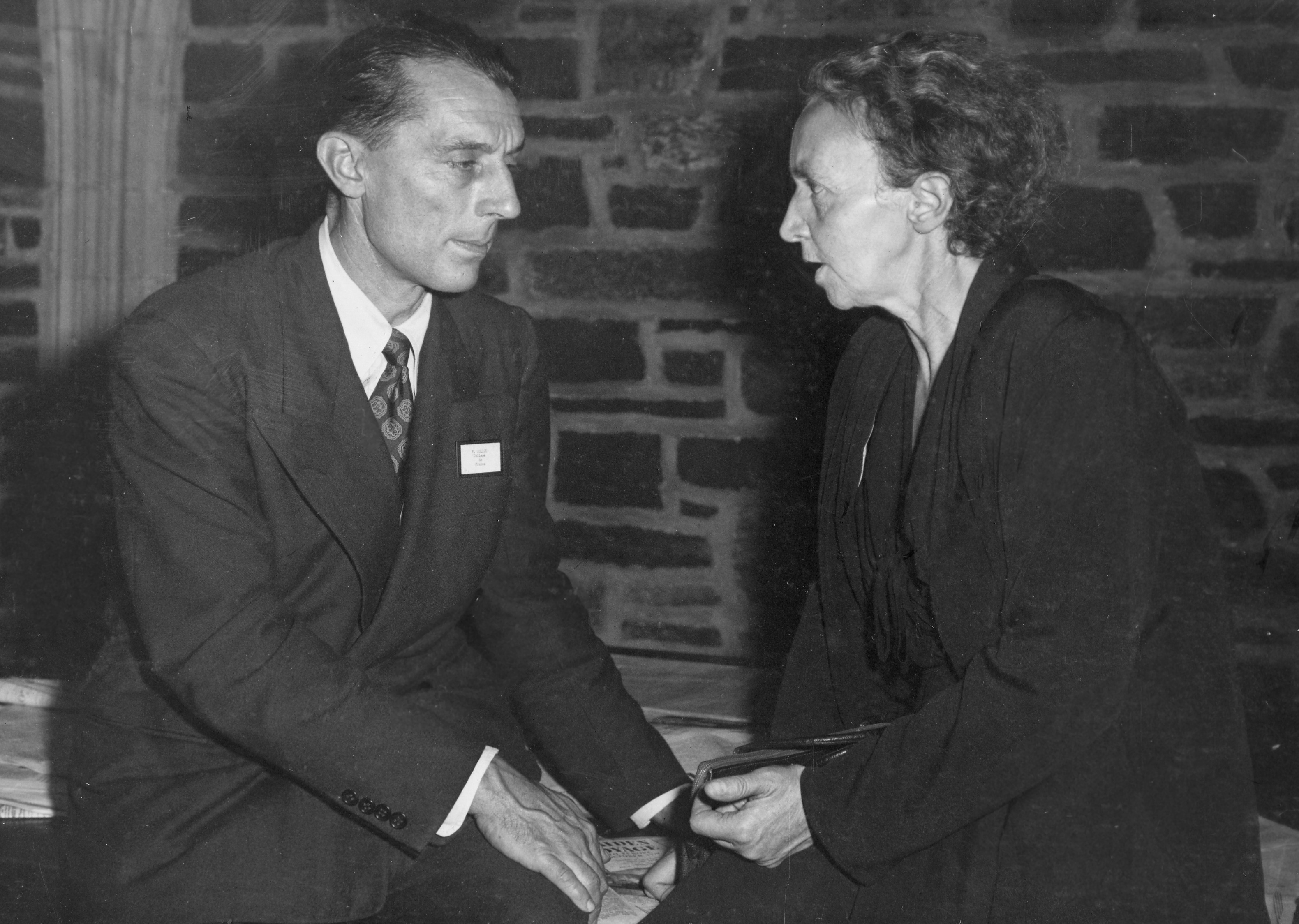
Irène Curie en Frédéric Joliot in 1940

Frédéric was de zoon van de winkelier Henri Joliot en Émilie Roederer. Hij studeerde af aan de École Supérieure de Physique et de Chimie Industrielles (Hogeschool voor industriële natuur- en scheikunde) van Parijs. Op voorspraak van zijn leermeester Paul Langevin werd hij in 1925 assistent van Marie Curie bij het Radium Instituut. Hij werd verliefd op haar dochter Irène Curie, en kort na hun huwelijk in 1926 voegde ook Frédéric -Curie aan zijn achternaam toe. Op aandringen van Marie deed hij een tweede studie, zijn proefschrift ging over de elektrochemie van radio-elementen.
Toen hij doceerde aan de wetenschapsfaculteit werkte hij met zijn vrouw aan de structuur van het atoom, in het bijzonder de projectie van kernen, die een belangrijke stap waren in de ontdekking van het neutron en het positron. Hun grootste ontdekking was kunstmatige radioactiviteit waarvoor ze in 1935 ze de Nobelprijs voor de Scheikunde kregen. Hun inspanningen maakten kernsplijting mogelijk en de daaropvolgende ontwikkeling van zowel kernenergie als de atoombom.
In 1937 verliet hij het Radium Instituut om hoogleraar te worden aan het Collège de France, waar hij werkte aan kettingreacties en de benodigdheden voor het maken van een kerncentrale, die kernsplijting gebruikt om energie te maken door middel van uranium en zwaar water. Joliot was een van de wetenschappers die genoemd werden in een brief van Leó Szilárd en Albert Einstein aan President Roosevelt als een van de meest vooraanstaande wetenschappers op het gebied van kernreacties. De Tweede Wereldoorlog zou Joliots onderzoek grotendeels stilleggen.
Bij de Nazi-invasie in 1940 lukte het Joliot zijn materiaal en documenten naar Engeland te smokkelen. Tijdens de bezetting nam hij actief deel aan het verzet. Na de oorlog werd hij directeur van het Centre National de la Recherche Scientifique (CNRS) en werd Frankrijks eerste haut-commissaire à l'énergie atomique. In 1948 leidde hij de bouw van de eerste Franse atoomreactor. Als toegewijd communist en vanwege zijn betrokkenheid bij de vredesbeweging werd hij in mei 1950 om politieke redenen door de regering Georges Bidault ontheven uit zijn functie als hoge commissaris voor de atoomenergie. Hij was een van de elf ondertekenaars van het Russell–Einsteinmanifest in 1955.

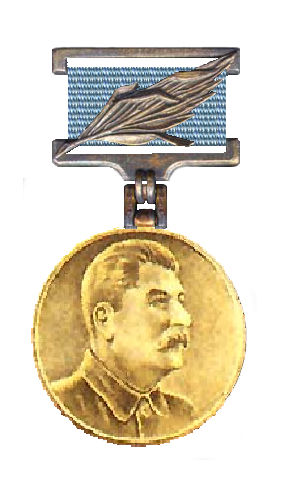
Medaille van de Stalin Vredesprijs

## Erkenning
Naast de Nobelprijs voor Scheikunde in 1935 ontving Frédéric Joliot-Curie nog andere wetenschappelijke onderscheidingen. Hij ontving de Matteucci Medal (1932, met Irène) en de Hughes Medal (1947). De Sovjet-Unie kende Frédéric Joliot-Curie in 1951 de met 100 000 roebel (ongeveer 25 000 dollar) gedoteerde Stalin Vredesprijs toe.
|                               |                               |                               |                               |                               |                               |                             |                             | Pierre Curie fysicus        | Pierre Curie fysicus        | Pierre Curie fysicus       | Pierre Curie fysicus       | Pierre Curie fysicus       | Pierre Curie fysicus       |  |  | Marie Curie-Skłodowska fysicus, chemicus | Marie Curie-Skłodowska fysicus, chemicus | Marie Curie-Skłodowska fysicus, chemicus | Marie Curie-Skłodowska fysicus, chemicus | Marie Curie-Skłodowska fysicus, chemicus | Marie Curie-Skłodowska fysicus, chemicus | ←vermoeden van relatie→ | ←vermoeden van relatie→ | ←vermoeden van relatie→               | ←vermoeden van relatie→               | ←vermoeden van relatie→               | ←vermoeden van relatie→               | Paul Langevin fysicus                 | Paul Langevin fysicus                 | Paul Langevin fysicus | Paul Langevin fysicus | Paul Langevin fysicus | Paul Langevin fysicus |                       |                       | Jeanne Desfosses      | Jeanne Desfosses      | Jeanne Desfosses | Jeanne Desfosses | Jeanne Desfosses                        | Jeanne Desfosses                        |                                         |                                         |                                         |                                         |  |  |  |  |
|                               |                               |                               |                               |                               |                               |                             |                             | Pierre Curie fysicus        | Pierre Curie fysicus        | Pierre Curie fysicus       | Pierre Curie fysicus       | Pierre Curie fysicus       | Pierre Curie fysicus       |  |  | Marie Curie-Skłodowska fysicus, chemicus | Marie Curie-Skłodowska fysicus, chemicus | Marie Curie-Skłodowska fysicus, chemicus | Marie Curie-Skłodowska fysicus, chemicus | Marie Curie-Skłodowska fysicus, chemicus | Marie Curie-Skłodowska fysicus, chemicus | ←vermoeden van relatie→ | ←vermoeden van relatie→ | ←vermoeden van relatie→               | ←vermoeden van relatie→               | ←vermoeden van relatie→               | ←vermoeden van relatie→               | Paul Langevin fysicus                 | Paul Langevin fysicus                 | Paul Langevin fysicus | Paul Langevin fysicus | Paul Langevin fysicus | Paul Langevin fysicus |                       |                       | Jeanne Desfosses      | Jeanne Desfosses      | Jeanne Desfosses | Jeanne Desfosses | Jeanne Desfosses                        | Jeanne Desfosses                        |                                         |                                         |                                         |                                         |  |  |  |  |
|                               |                               |                               |                               |                               |                               |                             |                             |                             |                             |                            |                            |                            |                            |  |  |                                          |                                          |                                          |                                          |                                          |                                          |                         |                         |                                       |                                       |                                       |                                       |                                       |                                       |                       |                       |                       |                       |                       |                       |                       |                       |                  |                  |                                         |                                         |                                         |                                         |                                         |                                         |  |  |  |  |
|                               |                               |                               |                               |                               |                               |                             |                             |                             |                             |                            |                            |                            |                            |  |  |                                          |                                          |                                          |                                          |                                          |                                          |                         |                         |                                       |                                       |                                       |                                       |                                       |                                       |                       |                       |                       |                       |                       |                       |                       |                       |                  |                  |                                         |                                         |                                         |                                         |                                         |                                         |  |  |  |  |
| Frédéric Joliot-Curie fysicus | Frédéric Joliot-Curie fysicus | Frédéric Joliot-Curie fysicus | Frédéric Joliot-Curie fysicus | Frédéric Joliot-Curie fysicus | Frédéric Joliot-Curie fysicus |                             |                             | Irène Joliot-Curie fysicus  | Irène Joliot-Curie fysicus  | Irène Joliot-Curie fysicus | Irène Joliot-Curie fysicus | Irène Joliot-Curie fysicus | Irène Joliot-Curie fysicus |  |  | Ève Curie schrijfster, pianiste          | Ève Curie schrijfster, pianiste          | Ève Curie schrijfster, pianiste          | Ève Curie schrijfster, pianiste          | Ève Curie schrijfster, pianiste          | Ève Curie schrijfster, pianiste          |                         |                         | Henry Labouisse, directeur van UNICEF | Henry Labouisse, directeur van UNICEF | Henry Labouisse, directeur van UNICEF | Henry Labouisse, directeur van UNICEF | Henry Labouisse, directeur van UNICEF | Henry Labouisse, directeur van UNICEF |                       |                       | Jean Langevin fysicus | Jean Langevin fysicus | Jean Langevin fysicus | Jean Langevin fysicus | Jean Langevin fysicus | Jean Langevin fysicus |                  |                  | André Langevin fysicus                  | André Langevin fysicus                  | André Langevin fysicus                  | André Langevin fysicus                  | André Langevin fysicus                  | André Langevin fysicus                  |  |  |  |  |
| Frédéric Joliot-Curie fysicus | Frédéric Joliot-Curie fysicus | Frédéric Joliot-Curie fysicus | Frédéric Joliot-Curie fysicus | Frédéric Joliot-Curie fysicus | Frédéric Joliot-Curie fysicus |                             |                             | Irène Joliot-Curie fysicus  | Irène Joliot-Curie fysicus  | Irène Joliot-Curie fysicus | Irène Joliot-Curie fysicus | Irène Joliot-Curie fysicus | Irène Joliot-Curie fysicus |  |  | Ève Curie schrijfster, pianiste          | Ève Curie schrijfster, pianiste          | Ève Curie schrijfster, pianiste          | Ève Curie schrijfster, pianiste          | Ève Curie schrijfster, pianiste          | Ève Curie schrijfster, pianiste          |                         |                         | Henry Labouisse, directeur van UNICEF | Henry Labouisse, directeur van UNICEF | Henry Labouisse, directeur van UNICEF | Henry Labouisse, directeur van UNICEF | Henry Labouisse, directeur van UNICEF | Henry Labouisse, directeur van UNICEF |                       |                       | Jean Langevin fysicus | Jean Langevin fysicus | Jean Langevin fysicus | Jean Langevin fysicus | Jean Langevin fysicus | Jean Langevin fysicus |                  |                  | André Langevin fysicus                  | André Langevin fysicus                  | André Langevin fysicus                  | André Langevin fysicus                  | André Langevin fysicus                  | André Langevin fysicus                  |  |  |  |  |
|                               |                               |                               |                               |                               |                               |                             |                             |                             |                             |                            |                            |                            |                            |  |  |                                          |                                          |                                          |                                          |                                          |                                          |                         |                         |                                       |                                       |                                       |                                       |                                       |                                       |                       |                       |                       |                       |                       |                       |                       |                       |                  |                  |                                         |                                         |                                         |                                         |                                         |                                         |  |  |  |  |
|                               |                               |                               |                               | Hélène Joliot-Curie fysicus   | Hélène Joliot-Curie fysicus   | Hélène Joliot-Curie fysicus | Hélène Joliot-Curie fysicus | Hélène Joliot-Curie fysicus | Hélène Joliot-Curie fysicus |                            |                            |                            |                            |  |  |                                          |                                          |                                          |                                          |                                          |                                          |                         |                         |                                       |                                       |                                       |                                       |                                       |                                       |                       |                       |                       |                       |                       |                       |                       |                       |                  |                  | Michel Langevin fysicus, verzetstrijder | Michel Langevin fysicus, verzetstrijder | Michel Langevin fysicus, verzetstrijder | Michel Langevin fysicus, verzetstrijder | Michel Langevin fysicus, verzetstrijder | Michel Langevin fysicus, verzetstrijder |  |  |  |  |
|                               |                               |                               |                               | Hélène Joliot-Curie fysicus   | Hélène Joliot-Curie fysicus   | Hélène Joliot-Curie fysicus | Hélène Joliot-Curie fysicus | Hélène Joliot-Curie fysicus | Hélène Joliot-Curie fysicus |                            |                            |                            |                            |  |  |                                          |                                          |                                          |                                          |                                          |                                          |                         |                         |                                       |                                       |                                       |                                       |                                       |                                       |                       |                       |                       |                       |                       |                       |                       |                       |                  |                  | Michel Langevin fysicus, verzetstrijder | Michel Langevin fysicus, verzetstrijder | Michel Langevin fysicus, verzetstrijder | Michel Langevin fysicus, verzetstrijder | Michel Langevin fysicus, verzetstrijder | Michel Langevin fysicus, verzetstrijder |  |  |  |  |
|                               |                               |                               |                               |                               |                               |                             |                             |                             |                             |                            |                            |                            |                            |  |  |                                          |                                          | Yves Langevin astrofysicus               |                                          |                                          |                                          |                         |                         |                                       |                                       |                                       |                                       |                                       |                                       |                       |                       |                       |                       |                       |                       |                       |                       |                  |                  |                                         |                                         |                                         |                                         |                                         |                                         |  |  |  |  |

1901: Van 't Hoff ·
1902: E. Fischer ·
1903: Arrhenius ·
1904: Ramsay ·
1905: Baeyer ·
1906: Moissan ·
1907: Buchner ·
1908: Rutherford ·
1909: Ostwald ·
1910: Wallach ·
1911: Curie ·
1912: Grignard, Sabatier ·
1913: Werner ·
1914: Richards ·
1915: Willstätter ·
1918: Haber ·
1920: Nernst ·
1921: Soddy ·
1922: Aston ·
1923: Pregl ·
1925: Zsigmondy ·
1926: Svedberg ·
1927: Wieland ·
1928: Windaus ·
1929: Harden, Euler-Chelpin ·
1930: H. Fischer · 
1931: Bosch, Bergius ·
1932: Langmuir ·
1934: Urey ·
1935: F. Joliot-Curie, I. Joliot-Curie ·
1936: Debye ·
1937: Haworth, Karrer ·
1938: Kuhn ·
1939: Butenandt, Ružička ·
1943: Hevesy · 
1944: Hahn ·
1945: Virtanen ·
1946: Sumner, Northrop, Stanley ·
1947: Robinson · 
1948: Tiselius · 
1949: Giauque ·
1950: Diels, Alder ·
1951: McMillan, Seaborg ·
1952: Martin, Synge ·
1953: Staudinger ·
1954: Pauling ·
1955: Vigneaud ·
1956: Hinshelwood, Semjonov ·
1957: Todd ·
1958: Sanger ·
1959: Heyrovský ·
1960: Libby ·
1961: Calvin ·
1962: Perutz, Kendrew ·
1963: Ziegler, Natta ·
1964: Hodgkin ·
1965: Woodward ·
1966: Mulliken ·
1967: Eigen, Norrish, Porter ·
1968: Onsager ·
1969: Barton, Hassel ·
1970: Leloir ·
1971: Herzberg ·
1972: Anfinsen, Moore, Stein · 
1973: E.O. Fischer, Wilkinson · 
1974: Flory ·
1975: Cornforth, Prelog ·
1976: Lipscomb ·
1977: Prigogine · 
1978: Mitchell ·
1979: Brown, Wittig ·
1980: Berg, Gilbert, Sanger ·
1981: Fukui, Hoffmann ·
1982: Klug ·
1983: Taube ·
1984: Merrifield ·
1985: Hauptman, Karle ·
1986: Herschbach, Lee, Polanyi ·
1987: Cram, Lehn, Pedersen ·
1988: Deisenhofer, Huber, Michel ·
1989: Altman, Cech ·
1990: Corey ·
1991: Ernst ·
1992: Marcus ·
1993: Mullis, Smith ·
1994: Olah ·
1995: Crutzen, Molina, Rowland ·
1996: Curl, Kroto, Smalley ·
1997: Boyer, Walker, Skou ·
1998: Kohn, Pople ·
1999: Zewail ·
2000: Heeger, MacDiarmid, Shirakawa ·
2001: Knowles, Noyori, Sharpless ·
2002: Fenn, Tanaka, Wüthrich ·
2003: Agre, MacKinnon ·
2004: Ciechanover, Hershko, Rose ·
2005: Grubbs, Schrock, Chauvin ·
2006: Kornberg ·
2007: Ertl ·
2008: Shimomura, Chalfie, Tsien ·
2009: Steitz, Yonath, Ramakrishnan ·
2010: Heck, Negishi, Suzuki ·
2011: Shechtman ·
2012: Kobilka, Lefkowitz ·
2013: Karplus, Levitt, Warshel ·
2014: Betzig, Hell, Moerner ·
2015: Lindahl, Modrich, Sancar ·
2016: Sauvage, Stoddart, Feringa ·
2017: Dubochet, Frank, Henderson · 
2018: Arnold, Winter, Smith ·   
2019: Goodenough, Whittingham, Yoshino ·
2020: Charpentier, Doudna ·
2021: List, MacMillan ·
2022: Bertozzi, Meldal, Sharpless ·
2023: Bawendi, Brus, Jekimov ·
2024: Baker, Hassabis, Jumper